# NGC 1274
NGC 1274 este o galaxie eliptică situată în constelația Perseu. A fost descoperită în 4 decembrie 1875 de către Lawrence Parsons. Se află la o distanță de 65,16 de megaparseci de Pământ.